# فدراسیون فوتبال تونس
فدراسیون فوتبال تونس (عربی: الجامعة التونسية لكرة القدم) نهاد اداره‌کننده مسابقات فوتبال و فوتسال در کشور تونس است.
این فدراسیون که در سال ۱۹۵۷ تأسیس شده عضو کنفدراسیون فوتبال آفریقا و فیفا نیز می‌باشد و مقر آن در شهر تونس است.